# Microrregión de Assis
La microrregión de Assis es una de las microrregiones del estado brasilero de São Paulo perteneciente a la mesorregión Assis. Su población fue estimada en 2006 por el IBGE en 265.736 habitantes y está dividida en diecisiete municipios. Posee un área total de 7.141,738 km².

## Municipios
- Assis
- Borá
- Campos Novos Paulista
- Cândido Mota
- Cruzália
- Florínea
- Ibirarema
- Iepê
- Lutécia
- Maracaí
- Nantes
- Palmital
- Paraguaçu Paulista
- Pedrinhas Paulista
- Platina
- Quatá
- Tarumã

- Datos: Q2099636